# Loch Glashan Crannóg
Der Loch Glashan Crannóg in der Kilmichael Glassary, nordöstlich von Lochgilphead in Argyll and Bute in Schottland wurde 1960 von Jack Scott ausgegraben, als der Wasserspiegel des Sees für den Bau eines Wasserkraftwerks abgesenkt wurde. Er ist im Gegensatz zu den anderen (runden) Crannógs rechteckig und misst 7,5 × 4,5 m.
Die Ausgrabung des ursprünglich als frühmittelalterlicher Wohnplatz interpretierten Crannógs, der etwa 40 m vom Südwestufer des Sees entfernt liegt, erbrachte eine reichhaltige Ansammlung organischer Stoffe wie Holz- (zwei Paddel und ein Einbaum aus Eiche) und Lederobjekte sowie exotische, vom Kontinent stammende Töpferware und eine mit Bernstein verzierte Brosche. A. Crone und E. Campbell untersuchten 2004 alle Funde vom Crannóg erneut. Neue Radiokarbondaten und datierbare Artefakte deuten auf eine lange Chronologie des Pfahlbaus während des 1. Jahrtausends n. Chr. Diese Chronologie steht im Gegensatz zu den spärlichen baulichen Resten, die kaum belegen können, dass der Crannóg über Hunderte von Jahren benutzt wurde. Dieser Widerspruch wurde ebenfalls untersucht. Eine mögliche Erklärung ist, dass die Stratigraphie das Ergebnis einer Folge der Erosion durch Wind und Wasser ist.

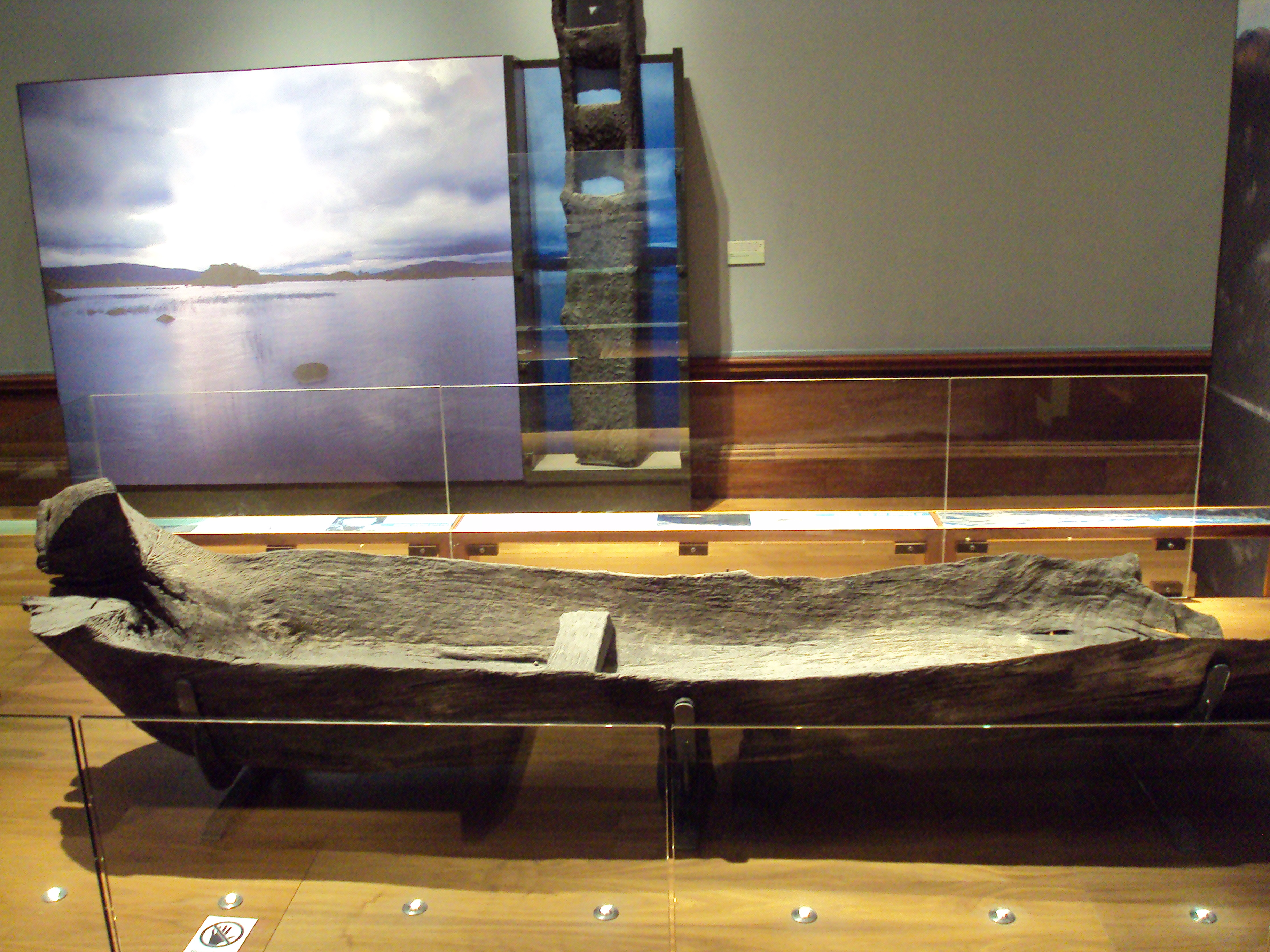
Der Einbaum von Loch Glashan, im Kelvingrove Museum

Die Prüfung der Artefakte vom Loch Glashan erbrachte neue Erkenntnisse. Die bedeutendste ist der Fund der ältesten Ledertasche für Bücher, die zwischen dem 6. und 8. Jahrhundert von Mönchen benutzt worden sein könnte. Ihre Präsenz auf dem Crannóg ist zwar schleierhaft, aber andere artifizielle Belege legen nahe, dass der Crannóg möglicherweise eine Werkstatt war, in der lokale Handwerker Leder verarbeiteten und exotische Dinge für die Aristokratie des frühmittelalterlichen Königreichs Dal Riata produzierten.